# Edward Charles Howard
Edward Charles Howard (n. 28 mai 1774, Sheffield, Anglia, Regatul Marii Britanii – d. 27 septembrie 1816) fratele mai tânăr al lui Bernard Howard, al 12-lea duce de Norfolk, a fost un chimist britanic care a fost descris ca fiind „primul inginer chimist al oricărei eminențe”.
În ianuarie 1799 a fost ales Membru al Royal Society, iar în 1800 i-a fost acordată medalia Copley pentru munca sa asupra compușilor de mercur. A descoperit fulminatul de mercur, un puternic explozibil primar. În 1813 a inventat o metodă de rafinare a zahărului care a implicat fierberea sucului de trestie nu într-un vas deschis, ci într-unul închis încălzit cu abur și menținut sub vid parțial. La presiune redusă, apa fierbe la o temperatură mai scăzută, astfel încât invenția lui Howard a economisit combustibil și a redus cantitatea de zahăr pierdută prin caramelizare. Invenția, cunoscută sub numele de vasul vidat Howard, este încă în uz. 
Howard a fost interesat și de compoziția meteoriților, în special de cei din „fier natural”. El a descoperit că multe dintre aceștia conțineau un aliaj de nichel și fier care nu se găsea pe Pământ și – prin urmare – s-ar putea să fi căzut din cer. Un tip de meteorit este acum cunoscut sub numele de howardit. 